# Кто всё расскажет (роман)
«Кто всё расскажет» (2010) (англ. Tell-All) — роман Чака Паланика, опубликованный 4 мая 2010 года в США издательством Doubleday и в 2012 году в России издательством Астрель-СПб. Теглайн звучит следующим образом: «Мальчик встречает девочку. Мальчик получает девочку. Мальчик убивает девочку?» — он был впервые показан в превью-видео, чтобы повысить ажиотаж среди поклонников перед выходом романа. Книга в мягкой обложке была выпущена в США 31 мая 2011 года. В России существуют два варианта издания, которые отличаются лишь обложками.

## Сюжет
Роман — знак уважения Золотому веку Голливуда — рассказывается от лица Хейзел «Хейзи» Куган, пожизненной служанки стареющей актрисы Кэтрин Кентон «Мисс Кэти». Когда поклонник по имени Вебстер Карлтон Уэстворд III пытается завоевать сердце (и кровать) мисс Кэти, Хейзи начинает подозревать его, считая, что его планы по поводу мисс Кэти далеко не так благородны, какими кажутся на первый взгляд, а может быть, даже он собирается её убить.
Литературный критик Олег Комраков:
Автор сыпет именами, названиями фильмов, историческими анекдотами с пулемётной скоростью, так что по-хорошему к этой книге стоило бы приложить подробный путеводитель по миру голливудского кино и коробку с двд, на которых записаны все упомянутые в книге фильмы.